# Heilsberger Operation
Die Heilsberger Operation (russisch. Хейльсбергская операция) war eine Angriffsoperation der Roten Armee im Zweiten Weltkrieg, die als Teil der Ostpreußischen Operation von der 3. Weißrussischen Front durchgeführt wurde. Sie dauerte vom 10. Februar bis zum 29. März 1945, die endgültige Zerschlagung der eingekesselten deutschen Truppen wurde erst in der Kesselschlacht von Heiligenbeil in der Braunsberger Angriffsoperation ab 13. März begonnen und am 29. März abgeschlossen.

## Vorgeschichte
Als Ergebnis der ersten Entwicklungsphase der Ostpreußischen Operation erlitt die Heeresgruppe Mitte (seit 26. Januar Heeresgruppe Nord) eine schwere Niederlage. Sie verlor 52.000 Gefangene, wurde eingekesselt und in drei Teile gespalten (Samlander-, Königsberger- und Heilsberger Kessel). Im größten Heilsberger (Heiligenbeiler) Kessel wurde 4. Armee unter General der Infanterie Müller mit 20 Divisionen, 2 Brigaden und andere Einheiten mit etwa 200.000 Soldaten eingeschlossen. Außerdem gab es eingekesselte deutsche Garnisonen in Thorn, Marienwerder, Elbing und andere.
Der Durchbruch der 2. Weißrussischen Front (Marschall der Sowjetunion Rokossowski) erreichte am 23. Januar die Ostsee und spaltete damit die deutsche Front. Dabei wurden stärkere Verbände deutscher Truppen in Thorn und Elbing durch die sowjetische 70. Armee (General Wassili Popow) und das 98. Schützenkorps der sowjetischen 2. Stoßarmee (General Fedjuninski) abgeschnitten. Gleichzeitig bildete sich am Passarge-Abschnitt die westliche Front des Heiligenbeiler Kessel, am 27. Januar war der Küstenort Tolkemit in sowjetische Hand gefallen. Auch die Stadt Elbing wurde mit etwa 10.000 Mann eingeschlossen und vom 3. bis 10. Februar durch Truppen der 2. Weißrussischen Front zur Übergabe gezwungen. Während die deutsche 2. Armee auf dem westlichen Nogat-Ufer eine neue Front aufbaute, übernahm die 4. Armee die Verteidigung des Heiligenbeiler Kessels.
Bis zum 8. Februar hatte die 2. Weißrussische Front die Masse ihrer Armeen zur Eroberung von Ostpommern umgegliedert und wurde nach Anlaufen der Schlacht um Ostpommern zusätzlich durch die 19. Armee verstärkt. Für den 10. Februar befahl das Hauptquartier des Kommandos des Obersten Befehlshabers (Stawka) die Heilsberger Operation, die 3. Weißrussische Front unter General Tschernachowski wurde mit der Zerschlagung der eingeschlossenen deutschen Truppenmassierung im Kessel von Heiligenbeil betraut.

## Verlauf
Die Erste Phase der Heilsberger Operation begann am 10. Februar und wurde nach großen Schwierigkeiten am 22. Februar abgebrochen. Der Alle-Abschnitt und die Städte Heilsberg und Bartenstein war bereits Anfang Februar in sowjetische Hände gefallen. Der befestigte Raum Heilsberg (Heilsberger Dreieck) hatte dort mehr als 900 betonierte Erdbunker und viele andere Festungsbauwerke, die seit Herbst 1944 zur Verteidigung vorbereitet worden waren. Es war für die sowjetische Führung dadurch unmöglich wie ursprünglich geplant, die deutschen Kräfte im Kessel zwischen 20. – 25. Februar zu zerschlagen. Am 18. Februar war der Befehlshaber des 3. Weißrussischen Front, Marschall Iwan Tschernjachowski bei Mehlsack ums Leben gekommen. Am 21. Februar übernahm darauf Marschall Alexander Wassilewski den Oberbefehl der 3. Weißrussischen Front.
Zu dieser Zeit verschlechterte sich die Situation für die Rote Armee: durch eine Gegenoffensive der Heeresgruppe Nord gelang es den deutschen Truppen zwischen 19. und 21. Februar den Samlander und Königsberger Kessel wieder zu vereinigen. Die Stawka hatte eine neue Entscheidung getroffen – die Vernichtung aller deutscher Truppen in Ostpreußen wurde alleine der 3. Weißrussischen Front anvertraut. Daher wurde am 25. Februar der Kommandostab der 1. Baltische Front unter Armeegeneral Bagramjan aufgelöst und deren Truppen als "Gruppe Samland" ebenfalls dem Oberkommando des Marschall Wassilewski unterstellt.
Zwischen 22. Februar und 12. März gewährte Marschall Wassilewski seinen Truppen eine Pause und organisierte den neuen Angriff gegen den Heiligenberger Kessel.
Am 13. März 1945 begann mit der Braunsberger Angriffsoperation die zweite Angriffsphase. Am 18. März verkleinerte sich das von der deutschen 4. Armee gehaltene Gebiet im Kessel bis auf 30 km Länge und 10 km Breite. Am 20. März nahm die Rote Armee Braunsberg und am 25. März Heiligenbeil ein. Am 26. März gingen 21.000 Deutsche in Gefangenschaft, die schweren Kämpfe fanden unter schweren Artilleriebeschuss durch die Sowjets statt. Zudem versuchten deutsche Flüchtlingstrecks bis zuletzt über das Frische Haff zur Nehrung nach Pillau zu entkommen. Es folgte der Zusammenbruch der Verteidigung und die Massenkapitulation der deutschen Truppen, am 28. und 29. März wurden letzte Reste der deutschen Truppen zwischen Balga (russisch Wessjoloje) und Kahlholz (Losowoje) abgedrängt und dort vernichtet.

## Folgen
Während der zweiten Angriffsphase (13.–29. März 1945) waren 93.000 deutsche Soldaten gefallen und 46.000 fielen in sowjetische Gefangenschaft. Der 3. Weißrussischen Front fielen 605 Panzer, 3.560 Artilleriegeschütze, 1.440 Minenwerfer, 128 Flugzeuge und große Mengen an militärischer Ausrüstung in die Hände. Insgesamt waren während der Heilsberger- und Braunsberger Operation 220.000 deutsche Soldaten gefallen oder kamen in Gefangenschaft. Etwa 16 Divisionen wurden gänzlich vernichtet.
Nach der Beendigung der Operation besetzte die sowjetische 48. Armee (General Gusew) das Küstengebiet zum Frischen Haff. Der noch von den deutschen Truppen gehaltene schmale Landstreifen der Frischen Nehrung geriet unter konzentrierten Artilleriebeschuss der sowjetischen Truppen. Die 11. Gardearmee (General Galitzki) wurde für die folgende Schlacht um Königsberg abgezogen, die 5. Armee (General Krylow) und die 2. Gardearmee (General Tschantzibadze) wurden auf die Halbinsel Samland verlegt, um die dort stehende 39. Armee (General Ljudnikow) zu verstärken. Die 31. (General Schafranow) und 28. Armee (General Lutschinski) wurden zu Marschall Konjews 1. Ukrainischen Front verlegt, die 3. Armee (General Gorbatow) wurde der 1. Weißrussischen Front übertragen, um an der Schlacht um Berlin teilzunehmen.

## Erläuterungen
1. ↑  Vor der folgenden sowjetischen Offensive, die am 13. März durchgeführt wurde, wurden vier Divisionen der 4. Armee (541. und 558. Volks-Grenadier- sowie 18. und 203. Infanterie-Division) aufgelöst und ihre Truppen zur Verstärkung der anderen 16 Divisionen genutzt (Die 3. Armee in der Ostpreußischen Operation. S. 70)
2. ↑  In Thorn wurden am 27. Januar eingekesselt: Masse 31. und 73. Infanterie-Divisionen (vom  XXVII. Armeekorpses der 2.Armee), Teile der 251. Infanterie-Division (Korpsgruppe E mit Divisionsgruppe 86 und 137), Teile der 337. Division des XXXXVI. Panzerkorps (9. Armee), vier Offizier-Schulen, SS-Unteroffizier-Schule, zwei Flugabwehr-Regimenter und andere Einheiten. Zusammen rund 30.000 Mann, 223 Artilleriegeschütze und Minenwerfer, und 20 Selbstfahrlafetten (Thorner Operation der 70. Armee. Seite 3 und 4). Laut ursprünglichen Sowjetischen Schätzungen betrugen die deutschen Kräfte in Thorn nur 3.000–5.000 Mann, für deren Vernichtung wurde zunächst nur die 136. Schützendivision und das 126. Regiment der 71. Schützendivision mit zusammen 5.634 Mann und 142 Geschütze bereitgestellt. Am 31. Januar versuchte die Thorn-Gruppe einen Ausbruch in der Richtung auf Świecie um sich wieder mit der Masse der 2. Armee an der Weichsel zu vereinigen. Thorn wurde selbst am 1. Februar von sowjetischen Truppen besetzt. Der "Wandernde Kessel" der Thorner Garnison sperrte vorübergehend die Kommunikationswege der sowjetischen 70. Armee. Um die ausgebrochene Gruppe Thorn zu vernichten, konzentrierte Marschall Rokossowski die 165., 200., 369. und 330. Schützendivision sowie Teile der 160. Schützen- und 76. Garde-Division. Am 3. Februar gelang es der Gruppe Thorn die Weichsel zu überqueren. Zwischen 5. und 9. Februar wurde sie abermals von den Sowjets eingekesselt, gespalten und vernichtet, rund 12.000 Soldaten wurden gefangen genommen.